# NACRA Championship 2012
La NACRA Rugby Championship de 2012 fue la 5.ª edición del torneo que organiza la Confederación Norteamericana.

## Resultados

### Clasificatoria Norte
| Pos. | Equipo       | Encuentros | Encuentros | Encuentros | Encuentros | Tantos  | Tantos    | Tantos     | Puntos |
| Pos. | Equipo       | jugados    | ganados    | empatados  | perdidos   | a favor | en contra | diferencia | Puntos |
| ---- | ------------ | ---------- | ---------- | ---------- | ---------- | ------- | --------- | ---------- | ------ |
| 1    | Islas Caimán | 2          | 1          | 0          | 1          | 64      | 32        | + 32       | 6      |
| 2    | México       | 2          | 1          | 0          | 1          | 81      | 60        | + 21       | 5      |
| 3    | Jamaica      | 2          | 1          | 0          | 1          | 33      | 86        | - 53       | 4      |

|  | Clasifica a la zona campeonato |

| 24 de marzo | México | 68 - 14 | Jamaica |  |  |

| 7 de abril | Jamaica | 19 - 18 | Islas Caimán |  |  |

| 21 de abril | Islas Caimán | 46 - 13 | México |  |  |

### Clasificatoria Sur
| Pos. | Equipo                       | Encuentros | Encuentros | Encuentros | Encuentros | Tantos  | Tantos    | Tantos     | Puntos |
| Pos. | Equipo                       | jugados    | ganados    | empatados  | perdidos   | a favor | en contra | diferencia | Puntos |
| ---- | ---------------------------- | ---------- | ---------- | ---------- | ---------- | ------- | --------- | ---------- | ------ |
| 1    | Barbados                     | 2          | 2          | 0          | 0          | 85      | 3         | + 82       | 8      |
| 2    | San Vicente y las Granadinas | 2          | 0          | 0          | 2          | 3       | 85        | - 82       | 0      |

|  | Clasifica a la zona campeonato |

| 7 de abril | San Vicente y las Granadinas | 3 - 34 | Barbados |  |  |

| 21 de abril | Barbados | 51 - 0 | San Vicente y las Granadinas |  |  |

## Zona Campeonato

### Norte

#### Posiciones
| Pos. | Equipo       | Encuentros | Encuentros | Encuentros | Encuentros | Tantos  | Tantos    | Tantos     | Puntos |
| Pos. | Equipo       | jugados    | ganados    | empatados  | perdidos   | a favor | en contra | diferencia | Puntos |
| ---- | ------------ | ---------- | ---------- | ---------- | ---------- | ------- | --------- | ---------- | ------ |
| 1    | Bermudas     | 2          | 2          | 0          | 0          | 23      | 11        | + 12       | 8      |
| 2    | Islas Caimán | 2          | 1          | 0          | 1          | 30      | 14        | + 16       | 6      |
| 3    | Bahamas      | 2          | 0          | 0          | 2          | 15      | 43        | - 28       | 0      |

|  | Finalista |

| 19 de mayo | Bermudas | 7 - 3 | Islas Caimán |  |  |

| 26 de mayo | Islas Caimán | 27 - 7 | Bahamas |  |  |

| 9 de junio | Bahamas | 8 - 16 | Bermudas |  |  |

### Sur

#### Posiciones
| Pos. | Equipo            | Encuentros | Encuentros | Encuentros | Encuentros | Tantos  | Tantos    | Tantos     | Puntos |
| Pos. | Equipo            | jugados    | ganados    | empatados  | perdidos   | a favor | en contra | diferencia | Puntos |
| ---- | ----------------- | ---------- | ---------- | ---------- | ---------- | ------- | --------- | ---------- | ------ |
| 1    | Guyana            | 2          | 1          | 1          | 0          | 30      | 10        | + 20       | 6      |
| 2    | Trinidad y Tobago | 2          | 1          | 0          | 1          | 32      | 23        | + 9        | 4      |
| 3    | Barbados          | 2          | 0          | 1          | 1          | 13      | 42        | - 29       | 2      |

|  | Finalista |

| 5 de mayo | Trinidad y Tobago | 32 - 3 | Barbados |  |  |

| 19 de mayo | Barbados | 10 - 10 | Guyana |  |  |

| 2 de junio | Guyana | 20 - 0 | Trinidad y Tobago |  |  |

## Final
| 23 de junio | Bermudas | 18 - 0 | Guyana |  |  |